# Marisa Berenson
Marisa Berenson (Nova Iorque, 15 de fevereiro de 1947) é uma atriz e modelo norte-americana.

## Família
Marisa é a filha mais velha de Robert L. Berenson, diplomata de origem judaico-lituana (seu sobrenome de família é Valvrojenski) e da condessa Maria Luisa Yvonne Radha de Wendt de Kerlor, mais conhecida como a socialite Gogo Schiaparelli, de origem ítalo-suíço-franco-egípcia.
Sua avó materna era a estilista Elsa Schiaparelli, e seu avô, o teósofo conde Wilhelm de Wendt de Kerlor. Sua irmã caçula, Berinthia, tornou-se a modelo, atriz e fotógrafa Berry Berenson. Marisa também é sobrinha-neta de Giovanni Schiaparelli — astrônomo italiano que acreditava haver descoberto canais em Marte — e do crítico de arte Bernard Berenson (1865 – 1959) e sua irmã, Senda Berenson (1868 – 1954), atleta e educadora, a primeira mulher no Hall da Fama do Basquetebol.

## Educação
Marisa estudou na Escola Santa Maria de Heathfield, Inglaterra.[carece de fontes?]

## Carreira
Marisa foi uma modelo famosa já no início da década de 1960 — Era uma das mais bem pagas do mundo, confessou ao The New York Times. Foi capa da 
Vogue em julho de 1970 e da Time em dezembro de 1975. Na juventude, era conhecida como "Rainha da Noite", por sua constante presença em boates e eventos, e Yves Saint-Laurent a chamava de "a Garota dos Anos 70".
Em 1971, estreou no cinema em Death in Venice, de Luchino Visconti, como a mulher de Gustav von Aschenbach. No ano seguinte veio Cabaret, cujo papel (a judia Natalia Landauer) lhe rendeu duas indicações para o Golden Globe, uma para o BAFTA e o prêmio do National Board of Review. Em 1975, foi dirigida por Stanley Kubrick em Barry Lyndon, talvez seu papel mais famoso, porém menos aclamado pela crítica. Vincent Canby, do The New York Times, simplesmente afirmou que "Marisa Berenson estava esplêndida em suas roupas e perucas.".
Marisa fez vários outros filmes, a maioria na Europa. Nos Estados Unidos, participou de trabalhos para a televisão, como o filme dramático Playing for Time (1980), sobre o Holocausto. Foi convidada especial da terceira temporada (1978) do  Muppet Show.

## Vida pessoal
No início dos anos 1970, Marisa foi companheira do barão David René de Rothschild, herdeiro e filho mais jovem do barão Guy de Rothschild.
Seu primeiro casamento, porém, foi em 1976, em Beverly Hills, com o industrial de rebites James Randall, em Beverly Hills,  de quem se divorciou em 1978. Tiveram uma filha, Starlite Melody Randall (1977).
Seu segundo casamento foi em 1982, com o advogado Aaron Richard Golub, e durou cinco anos. No processo de divórcio, o juiz determinou que a carreira de Marisa, por ter sido "valorizada" durante o casamento, pertencia ao ex-marido e, portanto, estaria sujeita também a acordo entre as partes.
Berinthia, a irmã caçula de Marisa e viúva do ator Anthony Perkins, morreu em 11 de setembro de 2001, quando o primeiro avião chocou-se contra as torres do World Trade Center. Coincidentemente, Marisa voava naquele momento de Paris a Nova York. Numa entrevista à CBS, ela narrou a experiência e como só ficou sabendo da morte da irmã horas mais tarde, quando seu voo pousou em Newfoundland, por meio de um telefonema de sua filha: Eu tenho esperança, tenho muita fé. Acredito que as tragédias acontecem para testar nossa fé.